# Mona esquirol boliviana
La mona esquirol boliviana (Saimiri boliviensis) és una espècie de mico de la família dels cèbids que viu a Bolívia, el Brasil i el Perú.

## Taxonomia
- S. b. boliviensis
- S. b. peruviensis